# مقتل محمد حبالي
محمد حسام عبد اللطيف حبالي (9 فبراير 1996 - 4 ديسمبر 2018) فلسطيني يبلغ من العمر 22 عامًا مريض عقليًا، أصيب برصاصة قاتلة في الرأس والأطراف السفلية على أيدي الجنود الإسرائيليين في 4 ديسمبر 2018، أثناء غارة الجيش الإسرائيلي في وسط مدينة طولكرم، وهي مدينة فلسطينية تقع في الضفة الغربية، قريبة جداً من حدود عام 1967 التي تفصل بين إسرائيل والضفة الغربية. ووفقاً لوكالة الأنباء الفلسطينية «وفا»، فقد تم إطلاق النار على حبالي من قبل الذخيرة الحية.

## خلفية
وكثيراً ما يقوم الجيش الإسرائيلي بحملات اعتقال واسعة النطاق في جميع أنحاء الضفة الغربية المحتلة بدعوى البحث عن الفلسطينيين «المطلوبين»، وهو ما تقول السلطات الفلسطينية إنه انتهاك للاتفاقات التي وقعت عليها إسرائيل بموجب اتفاق أوسلو الثاني. ووفقاً لمكتب الأمم المتحدة لتنسيق الشؤون الإنسانية (أوتشا)، فقد قتلت القوات الإسرائيلية 279 فلسطينيا في كل من الضفة الغربية المحتلة وقطاع غزة من بداية عام 2018 إلى 19 نوفمبر. أفادت أخبار حداشوت أن الجيش الإسرائيلي ألقت القبض على 1380 من المشتبه بهم الفلسطينيين في عام 2017 في مهام مماثلة. العمليات العسكرية للقوات الإسرائيلية في الضفة الغربية تم تصعيدها مؤخرًا. اعتقلت القوات الإسرائيلية 24 فلسطينيا في غارات ليلية نفذت يوم الثلاثاء 4 ديسمبر 2018، حسب منظمة غير حكومية فلسطينية.
قال شقيق الحبالي علاء، إن محمد كان مصابا عقليا وكان يعاني من إعاقات جسدية نتيجة لحادث سير وقع قبل عدة سنوات أدى إلى كسر حوضه. قال علاء إن شقيقه محمد استخدم عصا للمشي. وأضاف علاء أن محمد كان يعمل في مقهى وكان في الشارع بعد أن أغلق المطعم عندما رأى الجنود في المنطقة.

## حدث
في 4 كانون الأول / ديسمبر 2018، في حوالي منتصف الليل، دخل 100 جندي إسرائيلي إلى طولكرم لغارة على منازل فلسطينية مختلفة. ألقى عدة فلسطينيين الحجارة على الجنود، الذين ردوا بإطلاق قذائف مغلفة بالمطاط والغاز المسيل للدموع. في منطقة أخرى من طولكرم، انتشر حوالي 30 من الجنود في فرق صغيرة عبر شارع النزهة وحارة بالقرب من مدرسة الفاضلية الثانوية للبنين يليهم السكان الذين خرجوا من منازلهم ويقفون على بعد 150 متر من الجنود بالقرب من مطعم محلي، لمعرفة ما يجري.
يظهر مقطع فيديو تم الحصول عليه من الكاميرا الأمنية لمطعم محلي في طولكرم، أنه في الساعة 2:25، توجه ثلاثة جنود نحو المطعم، توقفوا على مسافة 80 متراً، وفتحوا النار على الناس لتفريقهم. يمشي محمد حبلي أحد المارة، بعيداً عن المواجهة «يمسك عصاه عندما يتم اطلاق النار عليه من الخلف ويسقط على وجهه» يظهر الفيديو حبالي عند مدخل مطعم يقف مع مجموعة من الأصدقاء قبل إطلاق النار. على عكس ما قاله الجيش الإسرائيلي، أظهر شريط الفيديو أنه لم يكن هناك عنف أو اشتباكات بين الفلسطينيين والجيش الإسرائيلي عندما قُتل حبالي بالرصاص وأن إطلاق النار كان غير قانوني وغير مبرر. فيديو آخر للمشهد تم التقاطه بواسطة هاتف ذكي، وفقا لـ آي24نيوز، بدا متناقضا مع تصريح لمتحدث عسكري من الجيش الإسرائيلي يقول إن الجيش الإسرائيلي واجه «أعمال شغب عنيفة قام خلالها عشرات الفلسطينيين بإلقاء الحجارة.»
ووفقاً لوكالة الأنباء الفلسطينية «وفا»، فقد تم إطلاق النار على حبالي مرتين، مرة واحدة في الأطراف السفلية ومرة في الرأس، على الرغم من وجود مزاعم متضاربة حول ما إذا كانت الرصاصات المستخدمة مغلفة بالمطاط أو ذخيرة حية. يمكن للرصاص المغلفة بالمطاط، المعروف أيضا بالرصاص المطاطي، أن تقتل إذا ما أصاب الأعضاء الحيوية.
تم نقله إلى مستشفى ثابت في طولكرم، حيث توفي متأثراً بجراحه التي أصيب بها.

## بعد الحدث

### جنازة
وشارك المئات، من بينهم ممثلو الحكومة الفلسطينية، في جنازة حبالي. وقدم محافظ طولكرم تعازي الرئيس محمود عباس لعائلة الحبلي وأدان قتل الحبالي.

### تحقيق
في 9 كانون الأول / ديسمبر 2018، بعد كشف الفيديو الذي تم الحصول عليه من الكاميرا الأمنية لمطعم محلي، قال الجيش الإسرائيلي إنه فتح تحقيقاً في وفاة محمد حبلي. أحيلت القضية إلى قسم التحقيق الجنائي للشرطة العسكرية التابع للجيش الإسرائيلي، ولكن لم يتم تقديم تفاصيل حول موعد الانتهاء من التحقيقات.
وبحسب «منظمة بتسيلم» غير الحكومية «لم يسبق إطلاق النار المميت تحذيرا، ولم يكن مبررا، ويشكل انتهاكا للقانون.»

## روابط خارجية
- الفيديو الذي تم الحصول عليه من الكاميرا الامنية لمطعم محلي في طولكرم يظهر كيف تم إطلاق النار على محمد حبالي.